# Овід Мюзен
Овід Мюзен (фр. Ovide Musin; 22 вересня 1854, Нандрен — 30 жовтня 1929, Бруклін) — бельгійський скрипаль і композитор. 
Навчався в Льєзькій консерваторії у Дезіре Хейнберга. Отримавши в 1870 році золоту медаль, грав у курортному оркестрі Остенде під керівництвом Жана-Батиста Сінжеле. Після закінчення Франко-прусської війни вирушив до Парижа вдосконалювати свою майстерність в класі Юбера Леонара. 
Здобув популярність, перш за все, як ансамбліст. З 1875 року керував струнним квартетом, спеціалізуючись на виконанні сучасної музики, — зокрема, квартет популяризував у Франції камерні твори Йоганнеса Брамса. У 1880 році виконав прем'єру Першого фортепіанного квартету Габрієля Форе, з автором в партії фортепіано, альтистом Луї ван Вафельгемом і віолончелістом Ерманно Маріотті. Як соліст гастролював цілим світом, включаючи Японію, Китай, Індонезію і Філіппіни; в 1882 відвідав і Україну (разом зі співачкою Селією Требеллі), проїхавши з концертним туром міста Російської Імперії від Гельсінкі до Одеси. У 1891 року в Нью-Йорку одружився зі співачкою Ганною Луїзою Таннер. На рубежі 1890-1900-х рр. деякий час вів клас скрипки в Льєзької консерваторії, потім остаточно влаштувався в Нью-Йорку, відкривши власну музичну школу. 
Мюзену належить чотири збірки вправ для скрипки, ряд салонних п'єс. У 1920 р він опублікував книгу спогадів (англ. My Memories: A half-century of adventures and experiences and globe travel written by himself). 
На честь Мюзена названо площу в Нандренах (фр. Place Ovide Musin), колишню площу Батті, де стояв будинок у якому народився Мюзен. На площі встановлено бюст музиканта. 